# Vincenzo D'Anna (1951)
Vincenzo D'Anna (Santa Maria a Vico, 26 luglio 1951) è un politico e biologo italiano.
Già deputato nella XVI Legislatura e senatore nella XVII legislatura, il 3 novembre 2017 è stato eletto presidente dell'Ordine nazionale dei biologi.

## Biografia
Nato a Santa Maria a Vico, dove risiede, si è laureato in Scienze biologiche all'Università Federico II di Napoli.

### Attività professionale
Biologo e direttore di laboratorio di analisi chimico-cliniche e microbiologiche dal 1980, dal 1998 è presidente di FederLab Campania, associazione di categoria dei biologi, che rappresenta 770 ambulatori delle province campane.
Già presidente del sindacato Branche a Visita, nel 2007 D'Anna ha poi assunto anche la presidenza di FederLab Italia, l'associazione di categoria nazionale dei laboratori privati di analisi.
Il 3 novembre 2017 è stato eletto presidente dell'Ordine Nazionale dei Biologi con il 45,2 % dei consensi, risultando il primo degli eletti con 1 619 voti su 3 580 votanti. Il 14 marzo 2020 ha annunciato le sue dimissioni da presidente per "divergenze sulla linea politica, con particolare riguardo al ruolo ed alla funzione che l’Ente deve svolgere in relazione agli eventi di particolare rilevanza scientifica e sociale"; tre giorni dopo, D'Anna le ha tuttavia ritirate in seguito a “diffuse e molteplici manifestazioni di solidarietà, in forma sia di singoli messaggi che di petizioni plurime“.

### Attività politica
Negli anni ottanta fu delegato giovanile provinciale della Democrazia Cristiana, divenendo consigliere comunale di Santa Maria a Vico nel 1983, assessore provinciale dal 1985 al 1990, sindaco della sua città natale Santa Maria a Vico nel 1990.
Esponente in seguito di Forza Italia, nel 1995 è stato eletto consigliere provinciale della Provincia di Caserta, di cui fu assessore dal 2005 al 2007 nella giunta guidata da Riccardo Ventre. Dal 29 marzo 2010 a maggio 2015 è nuovamente Consigliere comunale di Santa Maria a Vico.
È considerato un fedelissimo dell'ex coordinatore regionale del PdL Nicola Cosentino.

#### Deputato della XVI legislatura (2008-2015)
Alle elezioni politiche del 2008 è candidato alla Camera dei Deputati, nella circoscrizione Campania 1, nelle liste del Popolo della Libertà, risultando tuttavia il primo dei non eletti.
Il 27 maggio 2010, in seguito alle dimissioni di Stefano Caldoro dalla carica di parlamentare (in quanto eletto presidente della regione Campania), gli subentra e viene eletto deputato della XVI Legislatura.
Il 20 gennaio 2011 aderisce, come esponente del PdL, al gruppo parlamentare di centro-destra Popolo e Territorio (nato per sostenere il Governo Berlusconi IV) al fine di consentirne la costituzione e divenendone successivamente segretario d'aula.

#### Senatore della XVII legislatura (2013-2017)
Alle elezioni politiche del 2013 viene eletto al Senato della Repubblica, nelle liste del Popolo della Libertà nella circoscrizione Campania.
Il 16 novembre 2013, con la sospensione delle attività del Popolo della Libertà, aderisce a Forza Italia. Quattro giorni dopo, per motivi tecnici, aderisce al gruppo parlamentare di centro-destra Grandi Autonomie e Libertà.
In occasione delle elezioni regionali in Campania del 2015 riceve gli onori delle cronache per essere uno degli ispiratori della lista Campania in Rete che sostiene Vincenzo De Luca, candidato del Partito Democratico e del centro-sinistra alle elezioni regionali, a discapito del candidato del proprio partito e del centro-destra Stefano Caldoro: i voti di Campania in Rete (1,51%) risulteranno determinanti per la vittoria di Vincenzo De Luca; la stessa lista riesce inoltre ad ottenere un seggio in consiglio regionale.
Il 29 luglio 2015 abbandona Forza Italia e il gruppo GAL e aderisce ad Alleanza Liberalpopolare-Autonomie, formazione centrista nata per sostenere la maggioranza dei governi Renzi e Gentiloni.
Il 3 novembre 2017 annuncia le dimissioni da senatore, ma resta in carica fino alla fine della legislatura in quanto le dimissioni non arrivano al voto dell'Aula.

## Controversie
D'Anna si è reso spesso protagonista di numerose polemiche:
- Il 10 aprile 2014, durante la discussione del decreto legge sul voto di scambio, in seguito al ripetuto ostruzionismo dell'M5S, rivolge il saluto romano nei confronti dei senatori del Movimento 5 Stelle, scatenando una bagarre in aula.
- Il 2 ottobre 2015, durante la discussione sul disegno di legge della riforma costituzionale Renzi-Boschi, si rende protagonista di gesti sessisti nei confronti della senatrice del M5S Barbara Lezzi. In seguito a questi fatti, D'Anna viene sospeso per cinque giorni[14] D'Anna ha sempre negato di aver rivolto gesti sessisti nei confronti della Lezzi e per provare ciò ha diffuso un video in bassa definizione, ripreso dalle telecamere a circuito chiuso di Palazzo Madama, che, secondo D'Anna, mostrerebbe la Lezzi fare il medesimo "gesto" simulato poi successivamente dallo stesso D'Anna[15]
- Nel settembre 2017 fanno discutere le sue affermazioni, ritenute sessiste, circa la violenza sulle donne, e circa il ruolo della donna, a suo dire, di naturale "preda" sessuale ("[...]La donna porta con sé l'idea del corpo, l'idea della preda [...]")[16]
- Il 18 novembre 2018 Vincenzo d'Anna pubblica sulla sua pagina Facebook un video a carattere allarmistico sul cibo nel quale vengono fatte varie affermazioni considerate come bufale (essendo state ampiamente confutate); a distanza di un anno esatto, il video è stato ricondiviso nuovamente sulla pagina Facebook di Vincenzo d'Anna ed inserito all'interno di un articolo pubblicato sul sito dell'Ordine Nazionale dei Biologi.[17][18]
- Fa parlare di sé per le sue dichiarazioni critiche nei confronti dei vaccini, espresse prima da senatore della repubblica prima e poi in veste di presidente dell'Ordine dei biologi.[19][20] Più volte si è confrontato con esperti virologi sulle reti nazionali, esprimendo disaccordo nella vaccinazione obbligatoria ed esprimendo forti perplessità sulla sicurezza dei vaccini.[19][21] Il 7 giugno 2017, durante la discussione per l'approvazione del "decreto-legge sulla prevenzione vaccinale", voluto dalla ministra della salute Beatrice Lorenzin, viene allontanato dall'aula dopo essere stato richiamato più volte alla calma.[22] Nel 2018 promuove tesi considerate "no-vax" in quanto sbilanciate in favore di enti e persone controverse e basate su affermazioni prive di riscontri scientifici, prima con un convegno dell'Ordine dei biologi[23] e poi in lettere alla stampa.[24] Per questo convegno furono raccolte dal gruppo Biologi per la Scienza, composto da tre ragazzi universitari, oltre mille firme per chiedere la revisione del programma,[25] i quali in seguito continuarono a contestare D'Anna dalla loro pagina Facebook, finché questi li ha portati in tribunale,[26] che però li ha prosciolti perché quello che scrivevano rientrava nel loro diritto di critica.[27]
- Il 29 febbraio 2020, in pieno evolversi della pandemia di COVID-19 del 2020 in Italia, a seguito dell'isolamento di un ceppo virale detto "italiano" da parte del laboratorio dell'Ospedale Sacco di Milano, in veste di presidente dell'ordine dei biologi italiani dichiara che: «sembra che tale virus sia domestico e non abbia cioè alcunché da spartire con quello cinese proveniente dai pipistrelli. Un virus padano, per dirla tutta, esistente negli animali allevati nelle terre ultra concimate con fanghi industriali del Nord.  [...]  Ecco spiegato perché nelle altre regioni il virus latita.  [...]  Insomma i contagi sarebbero due: uno pandemico a diffusione lenta attraverso i viaggi degli infettati, e l'altro locale. Quest'ultimo poco più che un virus para-influenzale.  [...]  Ne escono male le istituzioni sanitarie statali troppi asservite al conformismo, il silenzio di migliaia di scienziati, ricercatori ed accademici». Con il trascorrere delle ore lo stesso D’Anna tenta di ridimensionare il tenore delle sue affermazioni attraverso il suo entourage, facendo filtrare che la sua era solamente un'ipotesi che richiederebbe una conferma tramite analisi di laboratorio.[28][29][30]
- Il 14 marzo 2020 rassegna le dimissioni dalla carica di presidente dell'Ordine nazionale dei biologi, in seguito alle lettere di censura di 5 su 9 componenti del Consiglio dell'Ordine per le sue iniziative in tema COVID-19, salvo poi ritirarle immediatamente il giorno successivo.[31]